# Acrosathe annulata
Acrosathe annulata ist eine Fliege aus der Familie der Luchsfliegen (Therevidae).

## Merkmale
Die Fliegen erreichen eine Körperlänge von 9,5 bis 11 Millimetern. Ihr Körper ist hellgrau gefärbt, der Thorax ist lang, weiß behaart. Eine Stirnschwiele ist nicht ausgebildet. Der Kopf trägt ein zimtbraunes Band auf der Stirn und ist schwarz behaart. Die Fühler sind schwarz, die Flügel sind komplett durchsichtig. Am Hinterleib ist das zweite bis vierte, gelegentlich auch fünfte Segment an der Basis mit einem dunkelbraunen Fleck am Vorderrand versehen. Das Analsegment ist schwarz und hinten rötlich. Die letzten vier Hinterleibssegmente sind an den Seiten kurz, abstehend schwarz behaart.  

## Vorkommen und Lebensweise
Die Art ist in der gesamten Paläarktis verbreitet und kann im Sommer in sandigen Lebensräumen, besonders auf Küsten- und Binnendünen beobachtet werden.  

## Belege